# Lasiodora mariannae
Lasiodora mariannae là một loài nhện trong họ Theraphosidae.
Loài này thuộc chi Lasiodora. Lasiodora mariannae được Cândido Firmino de Mello-Leitão miêu tả năm 1921.